# Українська федерація карате
Українська федерація карате (УФК) — всеукраїнська спортивна організація, що займається розвитком, популяризацією та проведенням змагань з олімпійського карате в Україні. Федерація є офіційним представником України у Всесвітній федерації карате (WKF) — єдиній міжнародній організації, визнаній МОК для проведення змагань з карате на Олімпійських іграх.

## Історія
Українська федерація карате була заснована у 2009 році з метою об'єднання зусиль спортивних клубів і секцій для розвитку карате як виду спорту олімпійського рівня. З моменту заснування УФК почала активно розвивати систему тренувань, ліцензування тренерів та суддів, а також організовувати офіційні національні чемпіонати.
У 2011 році федерація набула повноправного членства у Всесвітній федерації карате (WKF), що дало змогу українським спортсменам брати участь у міжнародних змаганнях найвищого рівня, включаючи чемпіонати світу та Європи.

## Структура та діяльність
Федерація є неприбутковою громадською організацією, що об’єднує регіональні осередки в усіх областях України. Її структура включає:
- Виконавчий комітет
- Президію
- Тренерську раду
- Суддівську колегію

Основні напрямки діяльності:
- проведення національних чемпіонатів, кубків та ліг;
- підготовка спортсменів до міжнародних змагань;
- підвищення кваліфікації тренерів і суддів;
- розвиток дитячого, юнацького та масового карате;
- співпраця з міжнародними організаціями (WKF, EKF та ін.).

## Досягнення
Спортсмени УФК регулярно беруть участь у чемпіонатах Європи та світу. Серед найуспішніших українських каратистів:
- Станіслав Горуна — бронзовий призер Олімпійських ігор 2020 у Токіо.
- Андрій Торощин — багаторазовий призер чемпіонатів Європи.
- Аніта Серьогіна — чемпіонка Європи, учасниця Олімпійських ігор.

## Керівництво
Станом на 2025 рік президентом УФК є Сергій Левчук — заслужений тренер України, один із ініціаторів створення федерації.